# Municipio de Mērsrags
El municipio de Mērsrags es uno de los ciento diez municipios que conforman la organización territorial de Letonia. Bordeada por el Municipio de Roja, el Municipio de Talsi, el Municipio de Engure, el Municipio de Tukums y el Lago Engure. Las localidades más pobladas son Mērsrags (centro administrativo), Alksnājciems, Ķipatciems, Upesgrīva.
El municipio se formó a principios de enero de 2011, luego de una escesión en el Municipio de Roja.

## Geografía
El municipio está ubicada en la llanura costera de Engure, un sector de tierras bajas. El punto más alto de esta división administrativa esta en la zona oeste, donde se encuentra a veinte metros por debajo del nivel del mar.
Posee ciento nueve kilómetros cuadrados de extensión territorial en los cuales habitan mil ochocientas treinta y dos personas, lo que hace que la densidad poblacional ascienda a casi diecisiete (16,8) habitantes por kilómetro cuadrado, según datos del año 2011.